# Hill 20
Hill 20 es una localidad de Santa Lucía, que forma parte del distrito de Castries.

## Toponimia
La localidad también es conocida por el nombre de Hill 20/Babonneau.